# Номерні знаки Ліхтенштейну

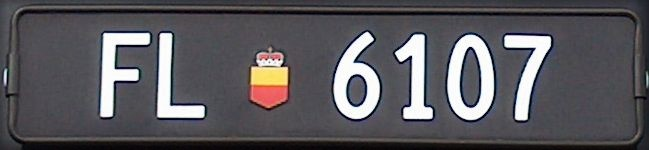
Автомобільний номер Ліхтенштейна

Код Ліхтенштейну для міжнародного руху ТЗ — (FL).
Номерні знаки Ліхтенштейну побудовано за швейцарським принципом. Вони мють формат «FL*12345», де FL — «Fürstentum Liechtenstein» (Князівство Ліхтенштейн), * — герб Ліхтенштейну, 12345 — номер (від однієї до п'яти цифр). Регулярні номерні знаки мають чорне тло на якому розташовані білі символи.

## Розміри
- Передні номерні знаки мають розміри 300×80 мм;
- Задні дворядкові номерні знаки мають розміри 300×160 мм;
- Задні однорядкові номерні знаки мають розміри 500×110 мм;
- Номерні знаки для мотоциклів мають розміри 180×140 мм;

## Кольори
- Регулярні номерні знаки для автомобілів, причепів та мотоциклів мають білі символи на чорному тлі.
- Регулярні номерні знаки для малих мотоциклів мають чорні символи на жовтому тлі.
- Тимчасові (4 дні) номерні знаки мають жовті символи на чорному тлі.
- Номерні знаки для сільськогосподарської техніки мають чорні символи на зеленому тлі.
- Номерні знаки для спеціальної дорожньої та будівельної техніки мають чорні символи на блакитному тлі.
- Номерні знаки для габаритної та надважкої техніки мають чорні символи на світло-коричневому тлі.

## Тимчасові
Тимчасові номерні знаки мають кольори регулярних із додаванням спеціальної наліпки, що містить термін дії в правому боці пластини.